# Rezerwat przyrody Mszar Bogdaniec
Rezerwat przyrody Mszar Bogdaniec – rezerwat przyrody zlokalizowany w województwie wielkopolskim, w powiecie krotoszyńskim, w gminie miejsko-wiejskiej Zduny, na terenie Obszaru Chronionego Krajobrazu Dąbrowy Krotoszyńskie, pomiędzy wsiami Baszków i Konarzew.
Powstał na mocy zarządzenia Ministra Ochrony Środowiska, Zasobów Naturalnych i Leśnictwa z 11 grudnia 1995 roku. Jest rezerwatem torfowiskowym o powierzchni 21,98 ha. Na obszarze rezerwatu chronione jest torfowisko przejściowe z elementami torfowiska wysokiego, ponadto na terenie tym występuje wiele rzadkich gatunków zwierząt (m.in. 44 gatunki ptaków, w tym żurawie, cyraneczki, brodziec samotny, kokoszka zwyczajna, perkozy, krzyżówka). Inne zwierzęta obecne na terenie rezerwatu to: traszka zwyczajna, ropucha szara, ropucha zielona, żaba jeziorkowa, żaba wodna, żaba trawna, żaba moczarowa, rzekotka drzewna, zaskroniec zwyczajny, padalec, jaszczurka żyworodna i jaszczurka zwinka. Rosną tu rzadkie mchy i porosty, a także rosiczka okrągłolistna. Ponadto napotkać można takie rośliny jak: sosna zwyczajna, brzoza brodawkowata, kruszyna pospolita, wełnianka pochwowata, wełnianka wąskolistna, pałka szerokolistna, oczeret jeziorny, turzyca siwa, czy sześć gatunków mchów torfowców. Torfowisko wypełnia podłużną nieckę usytuowaną u podnóża pasa wydmowego.
Obszar rezerwatu podlega ochronie czynnej.